# Client léger
Pour les articles homonymes, voir Léger.
 (juin 2025).
 (janvier 2017).
Si vous disposez d'ouvrages ou d'articles de référence ou si vous connaissez des sites web de qualité traitant du thème abordé ici, merci de compléter l'article en donnant les références utiles à sa vérifiabilité et en les liant à la section « Notes et références ».
Le terme client léger (aussi appelé par un anglicisme thin client) désigne des périphériques informatiques qui permettent la connexion vers des serveurs multipostes, afin d'utiliser des applications exécutées sur le serveur. 

## Définition

### Client léger au sens matériel

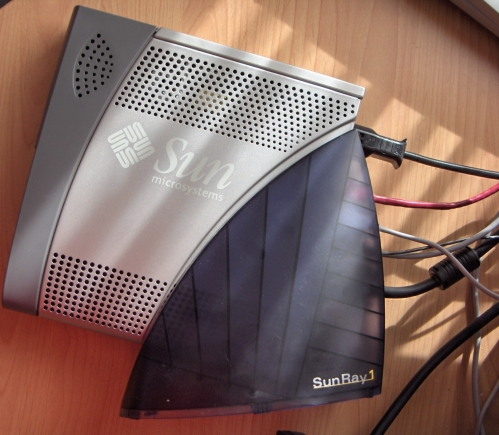
Sunray, le client léger de Sun Microsystems.

Au sens matériel, un client léger est un boitier électronique qui, dans une architecture client-serveur, n'a presque pas de logique d'application. Il dépend donc surtout du serveur central pour le traitement. 
C'est sur le presque pas que la nuance se fait.
Un client léger c'est pour ce qui est du matériel :
- un boitier électronique créé spécifiquement pour faire un client léger.
- un PC sans disque ni ventilateur avec système d'exploitation modifié pour les besoins du client léger.
- un PC standard.

### Client léger éléments logiciel

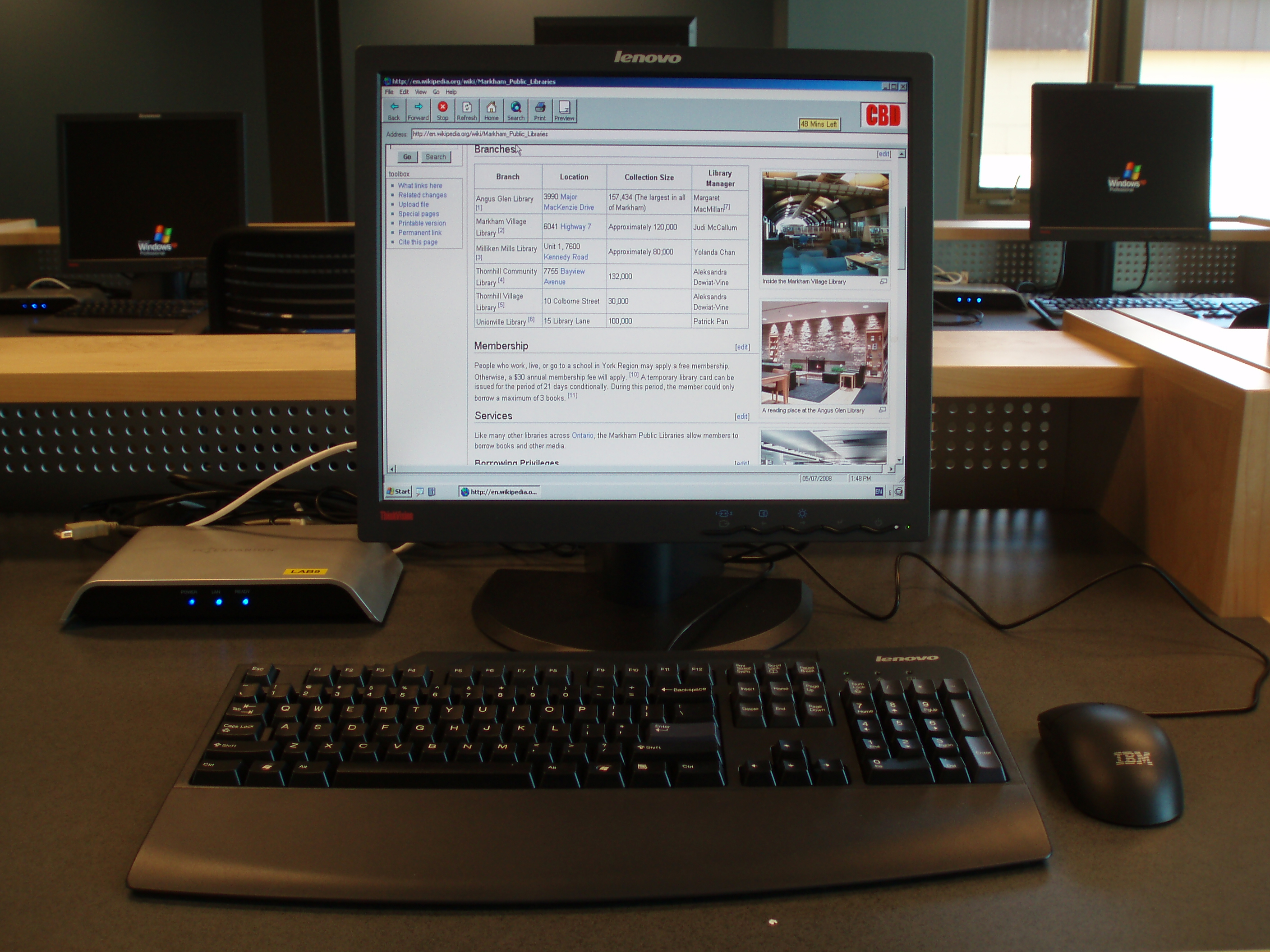
Client léger web.

On parle de clients légers pour désigner les terminaux Terminal Services, Secure Shell, Apple Remote Desktop, Citrix XenApp, TeamViewer, etc.
Des protocoles spécifiques sont utilisés pour transmettre les éléments d'affichage et de fonctionnement du serveur vers le client léger et inversement, les plus utilisés sont (RDP de Microsoft, ICA de Citrix, etc.). Ces protocoles sont directement issus d'un programme installé sur le client léger ou d'une applet de navigateur web.
Dans le cadre d'une application web, par abus de langage, on parlera de client léger en parlant du navigateur Web. L'usage veut qu'une application en client léger n'impose à l'utilisateur que d'avoir un navigateur Web, même s'il doit être équipé de plugins ou de machines virtuelles (pour les applets Java).
Avec l'apparition d'Ajax et des nombreuses applications associées, on utilise aussi l'appellation client léger pour les applications laissant quasiment tout le traitement au serveur, et client riche pour les applications effectuant une grande partie du traitement en JavaScript, donc côté client.
Par exemple, le projet LTSP (Linux Terminal Server Project) permet de mettre en place un réseau composé d'un serveur sous Linux et de clients légers, qui sont ici des PC reconvertis en terminaux X.

## Intérêt du client léger
La logique qui prévaut au déploiement de clients légers est une logique essentiellement économique et pratique. Il s'agit de réduire le coût total de possession et de gestion. Il ne faut toutefois pas oublier une certaine dimension écologique dans le cas du recyclage de vieux ordinateurs en clients légers matériels.
- Dans le cadre des clients matériels, les clients légers sont beaucoup moins sujets aux pannes comparativement aux PC : ils fonctionnent avec un processeur qui chauffe peu et n'ont généralement pas de disque dur ni de ventilateur. De plus, en cas de nécessité d'évolution, il suffit de changer le serveur central. D'autre part, l'administration est beaucoup plus centralisée, et nécessite donc moins de personnel (mais plus qualifié).
- Dans le cadre des applications « Web », l'utilisation du client léger simplifie le travail en éliminant le besoin de diffuser, puis d'installer un logiciel client sur les machines des utilisateurs. Ces logiciels continuent à exister sur le client léger. Ces logiciels nécessitent de fonctionner dans un endroit sécurisé (sandbox java) à l'intérieur du navigateur. Ces logiciels appelés applet fonctionnent sur un OS aux fonctionnalités plus ou moins limitées / sécurisées appelé machine virtuelle Flash, Silverlight, Java. Ces machines virtuelles permettent d'avoir un client léger et riche.

## Inconvénient du client léger
Les clients légers utilise beaucoup de bande passante (même si les évolutions actuelles des protocoles on largement diminuées la bande passante utilisée) et ne permet l'utilisation du logiciel qu'en mode connecté. En cas d'indisponibilité du réseau, plus aucune application n'est utilisable. Pour atténuer cet inconvénient majeur, il existe des projets de logiciels fonctionnant hors connexion comme, entre autres, le concept Google Gears (abandonné en 2009 au profit de HTML 5).

## Exemples d'application
Parmi les clients légers les plus connus figurent les terminaux des sociétés suivantes : Dell Wyse, HP, IGEL Technology, ChipPC Technologies, AXEL et IMPACT Technologies (deux fabricants français). Certains clients légers sont équipés directement d'un firmware spécifique et dédié (c'est le cas des produits AXEL), les autres de systèmes d'exploitations (Windows CE, WES, WES7, Windows 10 IoT ou d'une version allégée de Linux) et d'un BIOS.
Dans le cas d'un firmware, l'absence BIOS, d'OS, de gestion de fichiers, de gestion d'utilisateurs donne au produit une sécurité absolue et l'initialisation du client léger est très rapide. Cependant l'utilisation de clients légers de ce type ne convient pas pour des applications graphiques lourdes (développement 3D CAO, DAO etc.). Par contre pour une utilisation internet et bureautique cette solution est idéale (pour 50 utilisateurs simultanés prévoir 16 Go de mémoire vive).
En dehors des clients légers énumérés ci-dessus, il est tout à fait possible de recycler de vieux ordinateurs (même sans disque dur) en clients légers se connectant sur un serveur Linux à l'aide de LTSP ou sur un serveur DotRiver. Pour cela, le client léger doit pouvoir se connecter au serveur via sa carte réseau. Il existe plusieurs possibilités : soit la carte réseau est capable d'amorcer l'ordinateur  (booter) sur le réseau c'est-à-dire de récupérer sur le serveur les fichiers nécessaires, soit elle ne le peut pas auquel cas il faudra le démarrer (voir le projet Etherboot) grâce à une disquette spéciale, un CD-ROM, le disque dur ou même un périphérique USB (pour des ordinateurs moins anciens avec un bios le permettant). Ceci peut-être tout à fait envisageable pour des écoles par exemple qui n'ont pas besoin de machines extrêmement puissantes et qui peuvent reconvertir à moindre coût leur équipement obsolète. En France, l'Éducation nationale propose des solutions de ce type avec le module Eclair NG faisant partie du projet EOLE ou EDUTICE de Novatice Technologie[réf. nécessaire].